# Jean Planchais
Pour les articles homonymes, voir Planchais.
Jean Planchais (né le 30 janvier 1922 à Mortagne-au-Perche et mort le 11 septembre 2006 à Paris) est un journaliste, essayiste et historien français.

## Biographie
Jean Planchais est le fils d'un médecin catholique, installé à Mortagne-au-Perche. Son père, résistant, est mort durant la Seconde Guerre mondiale, en déportation, au début de l'année 1945. Jean Planchais est devenu également résistant et a rejoint le maquis. Jeune FFI démobilisé, correspondant à temps partiel de la Fédération mondiale des Anciens combattants, il est engagé en novembre 1945 à l'essai par Hubert Beuve-Méry, directeur du nouveau quotidien Le Monde, qui avait connu son père avant la guerre,.
Il a fait toute sa carrière au Monde. Aux côtés des anciens du quotidien Le Temps, il tient d'abord (entre autres, la rédaction est alors très réduite) la rubrique aéronautique (les catastrophes aériennes mais aussi le renouveau de l'industrie aéronautique française jusqu'à la Caravelle) et est rapidement nommé « maître des novices », accueillant ainsi dans le journal les jeunes journalistes arrivants, dont André Fontaine puis bien d'autres.
C'est à la rubrique militaire qu'il se fait connaître, par ses articles et ses livres : après avoir débarqué en Égypte en 1956, à l'occasion de la crise du canal de Suez, il couvre la guerre d'Algérie grâce à ses contacts avec de jeunes officiers, s'oppose à la torture, décrypte les frustrations à l'origine du putsch des généraux de 1961, et voit son domicile plastiqué deux fois par l'OAS.
Puis ce sera le retrait du commandement intégré de l'OTAN et le débat sur la doctrine de dissuasion nucléaire française. En 1965, il devient chef du grand service « Informations générales » (qui couvre tout à l'époque, sauf la politique et l'étranger), puis de 1969 à 1972 rédacteur en chef-adjoint auprès de Jacques Fauvet. Il porte le projet Le Monde de l'éducation. En 1979, il crée le supplément (alors controversé pour son modernisme) Le Monde Dimanche, dont la Une est un grand dessin (Tudor Banus, Barbe, Ernest Pignon-Ernest...) et qui ouvre largement ses pages aux sciences humaines, notamment l'histoire du temps présent. Considérant Hubert Beuve-Méry comme son deuxième père spirituel, il s'attachera tout au long de sa carrière à en défendre l'esprit au sein de la rédaction avec son ami Bernard Lauzanne. Il prend sa retraite en 1987 et n'accepte la Légion d'honneur qu'après son départ.
Il est père de cinq enfants.
Mort en 2006, il est enterré à Coulonges-sur-Sarthe.

## Publications
- Le Malaise de l'armée, Plon, 1958 (Lire le début en ligne).
- Où en est l'armée ?, Buchet-Chastel, 1959.
- La Fronde des généraux  (avec Jacques Fauvet), Éditions Arthaud, 1961.
- De de Gaulle à de Gaulle, 1940-1967, Éditions du Seuil, 1967.
- Une histoire politique de l'armée (avec Jacques Nobécourt), Éditions du Seuil, 1967, 2 vol. 331 et 382 pages.
- Les Provinciaux ou la France sans Paris, Éditions du Seuil, 1970.
- Cités géantes, Fayard/Le Monde, 1978.
- L'Armée  (avec Samy Cohen et Bernard Chantebout), Presses universitaires de France, 1986.
- Un homme du monde, Calmann-Lévy, 1989.
- La Guerre d'Algérie : dossiers et témoignages (avec Patrick Eveno), La Découverte/Le Monde, 1989.
- L'Empire embrasé, Éditions Denoël, 1990.
- La Deuxième Guerre mondiale, 1939-1945 : récits et mémoire (avec Patrick Eveno et Laurent Greilsamer), Le Monde, 1994 •  (ISBN 978-2-87899-083-6).
- Les Médias et l'histoire : Le Poids du passé dans le chaos de l'actualité (en collaboration avec Marc Ferro), , CFPJ éditions, 1997, 166 p. •  (ISBN 978-2-85900-131-5).
- Adieu Valmy, la fin de la nation en armes, Éditions du Félin, 2003, 124 p.  (ISBN 978-2-86645-507-1).